# Stauffenberg (Adelsgeschlecht)

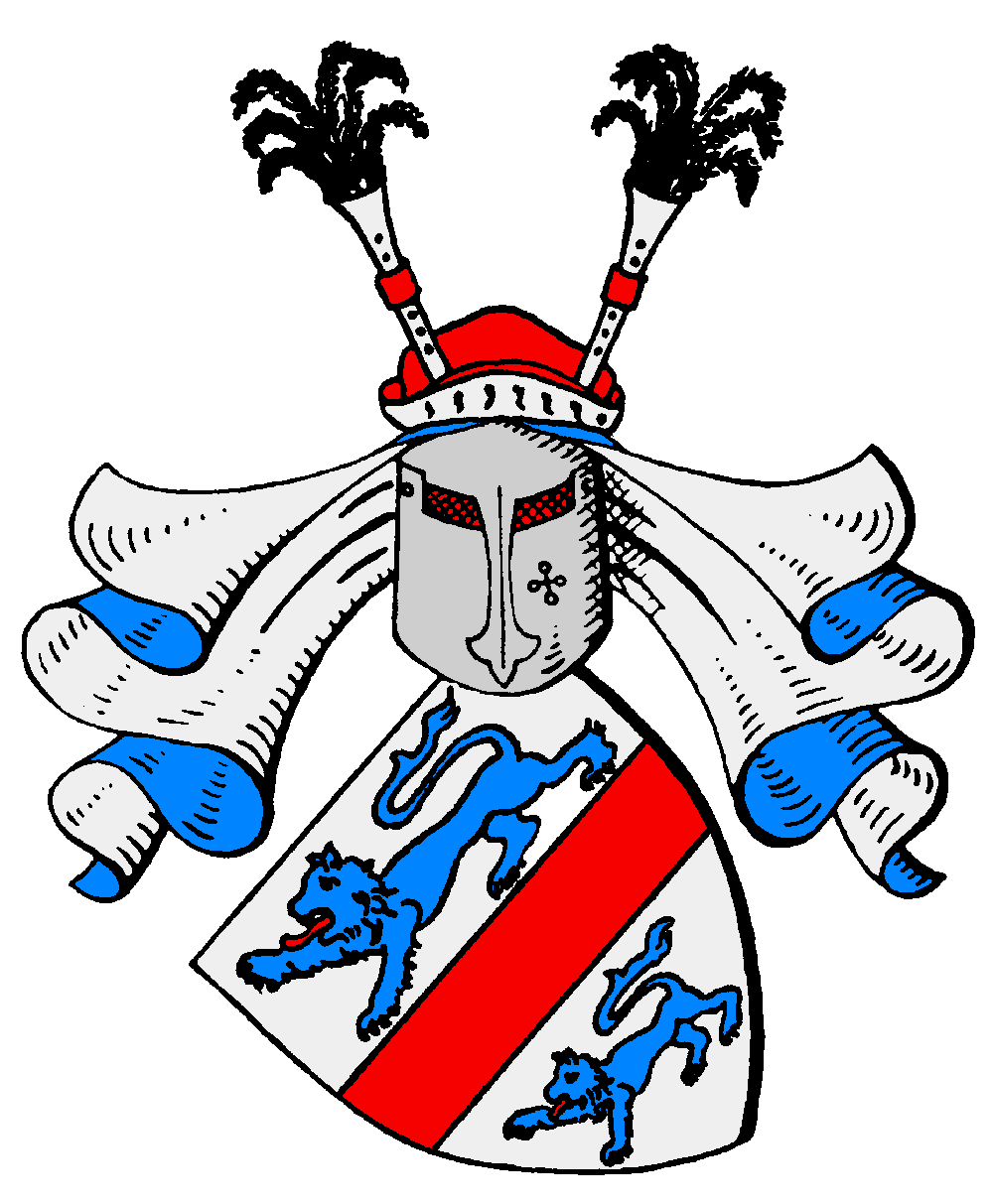
Wappen der Schenk von Stauffenberg

Schenk von Stauffenberg ist der Name eines katholischen, schwäbischen Uradelsgeschlechts, dessen reichsritterschaftliche Herrschaften Wilflingen, Amerdingen, Rißtissen, Lautlingen, Greifenstein, Geislingen und Jettingen 1803 durch Mediatisierung teils an das Königreich Bayern, teils an das Königreich Württemberg fielen.

## Ursprung

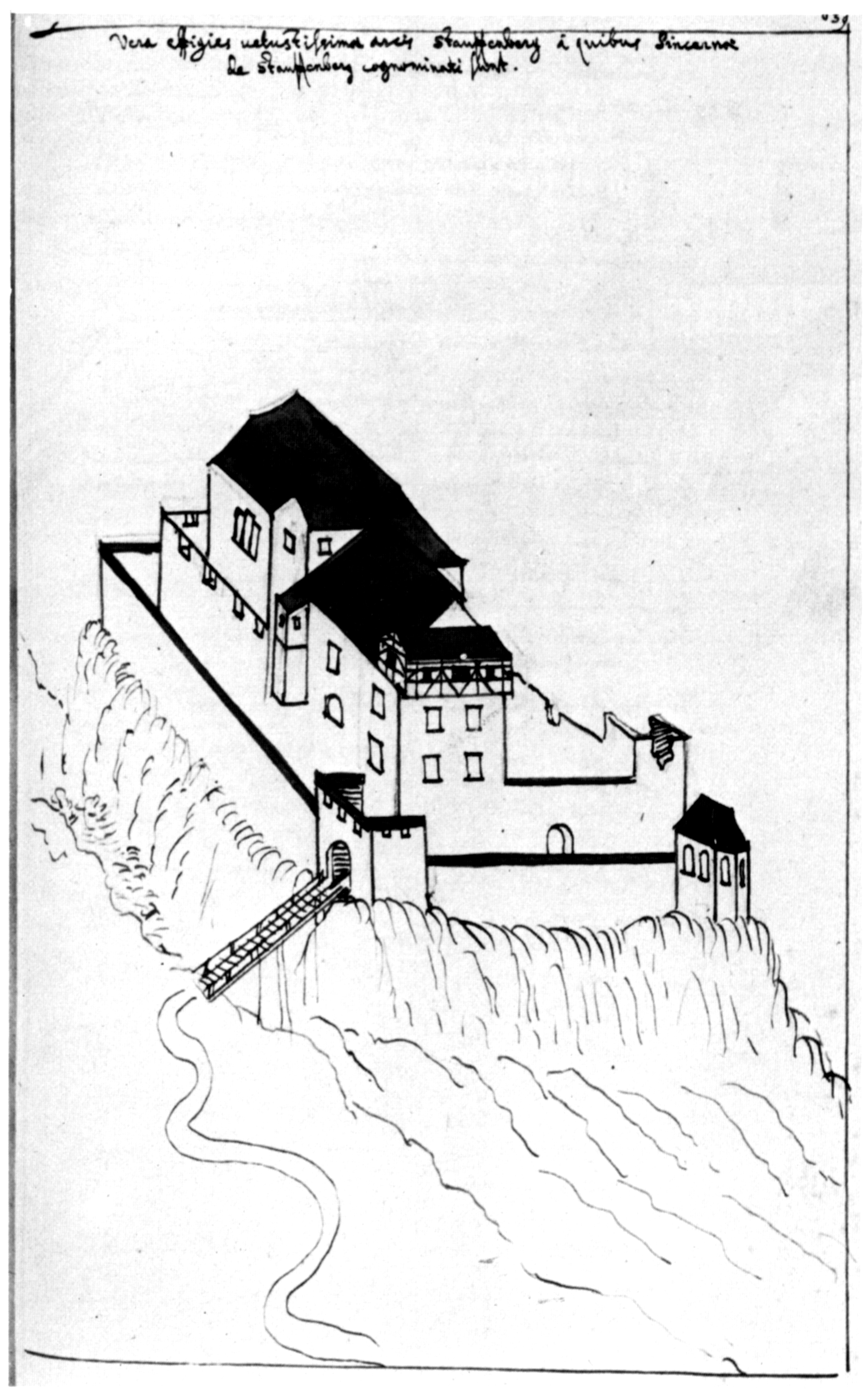
Burg Stauffenberg

Die Schenken von Stauffenberg wurden urkundlich erstmals 1262 erwähnt und gehören damit dem Uradel an. Nachdem sie das erbliche Schenkenamt bei den Grafen von Zollern innehatten, wurde „Schenk“ zum Bestandteil ihres Nachnamens. Sie gehörten somit zum Ministerialadel. Sie sind nach der im 16. Jahrhundert abgegangenen Burg Stauffenberg in Sichtweite der Burg Hohenzollern bei Hechingen benannt. Von dieser kleinen Ministerialenburg über der Starzel, zwischen Stein und Rangendingen, besteht heute nur noch der Wirtschaftshof, sie selbst lag am steilen Abhang zur Starzel (Stauffenberg = stauffer Berg = steiler Berg), wo heute nur noch einige Erdbewegungen im Wald für den Fachmann erkennbar sind. Nach dieser Burg benannten sich die zollerischen Truchsessen und ab 1317 Schenken von Stauffenberg.
Es spricht manches für die Annahme, Schenk von Zell sei der ursprüngliche, ältere Name der Stauffenberger gewesen. Danach hätte ihr Ursprung in der im 15. Jahrhundert abgegangenen Burg Zell (Gemarkung Hechingen-Boll) gelegen, wo heute die Wallfahrtskirche Maria Zell steht. Das Land um den Zollerberg war, bevor die Zollerngrafen den Berg in Besitz nahmen, Eigentum der Herren von Zell.
Die Schenken von Stauffenberg gehörten zur Reichsritterschaft (als Mitglieder im Schwäbischen Ritterkreis) und wurden 1692 in den Reichsfreiherrenstand erhoben. 1785 wurde die (1833 ausgestorbene) Wilflinger Linie in den Reichsgrafenstand erhoben, 1874 ein Zweig der 1566 von der Wilflinger Linie abgespaltenen und bis heute überlebenden Amerdinger Linie in den bayerischen Grafenstand. Der andere Zweig der Amerdinger Linie verblieb im Reichsfreiherrenstand.

## Abstammung

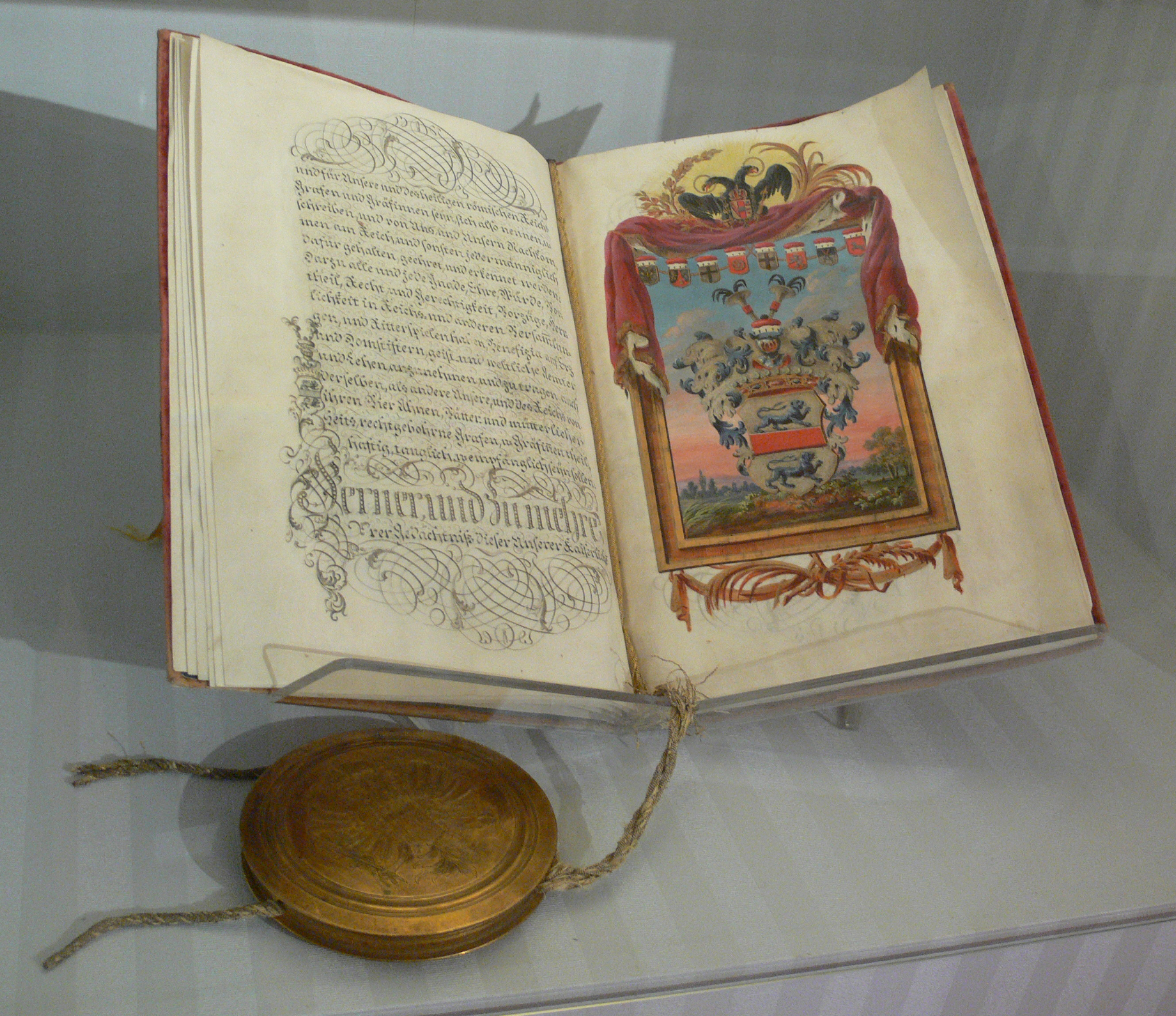
Diplom über die Erhebung des Freiherrn Anton Schenk von Stauffenberg (Wilflinger Linie) in den Reichsgrafenstand durch Kaiser Joseph II., 1785

Nachdem die anderen Stauffenberg’schen Linien vor weit mehr als hundert Jahren (Katzensteiner Linie, Bach’sche Linie und zuletzt 1833 die reichsgräfliche Wilflinger Linie) ausstarben, entstammen alle heute lebenden Schenken von Stauffenberg ausschließlich der Amerdinger Linie. Die Amerdinger Linie wurde von Hans Schenk von Stauffenberg begründet, der der Wilflinger Linie entstammte und der durch seine Heirat (26. Januar 1566 in Haunsheim) mit der aus Bächingen stammenden Witwe Barbara von Westernach das Rittergut Amerdingen erwarb und damit eine neue Linie begründete. Ein Zweig der Amerdinger Linie der Schenken von Stauffenberg (seit 1698 im Reichsfreiherrenstand) wurde 1874 vom bayerischen König Ludwig II. in den bayerischen Grafenstand erhoben. Seither gibt es (abermals) einen gräflichen Zweig der Schenken von Stauffenberg (bis heute auf Greifenstein, Amerdingen, Lautlingen und Kirchlauter ansässig) sowie einen reichsfreiherrlichen Zweig (auf Wilflingen und Rißtissen).
Alle heute lebenden Grafen Schenk von Stauffenberg stammen vom Reichsfreiherrn (ab 1874: Graf) Franz Ludwig Philipp Schenk von Stauffenberg ab (* Bamberg 13. Mai 1801; † Würzburg 8. Mai 1881) ⚭ Gräfin Eleonore Butler von Clonebough gen. von Haimhausen (* Raigenring bei Aschach; † Würzburg 5. Februar 1861). Alle heute lebenden Reichsfreiherrn Schenk von Stauffenberg stammen von seinem jüngeren Bruder Friedrich und seiner Schwägerin Klementine ab: von Reichsfreiherrn Friedrich Schenk von Stauffenberg (* Wetzlar 23. Oktober 1803; † Rißtissen 2. Mai 1874) ⚭ Gräfin Caroline Klementine Butler von Clonebough, gen. von Haimhausen (* Ansbach 31. Januar 1812; † Lindau 6. November 1879). So wie Franz Ludwig und Friedrich Brüder waren, so waren ihre Frauen Eleonore und Klementine Schwestern. Der gemeinsame Ahnherr aller lebenden Schenken von Stauffenberg ist der Vater der beiden erwähnten Brüder Franz Ludwig und Friedrich: Freiherr Adam Friedrich Aloysius Franz Georg Maria Crescentia Schenk von Stauffenberg (* Bamberg 7. März 1767; † Wetzlar 14. Mai 1808) ⚭ Charlotte von Harff (* Dreyborn 6. November 1777; † Würzburg 10. Februar 1853).

## Stammliste Amerdinger Linie
1. Sebastian Schenk von Stauffenberg (–1564) ⚭ 1525 Anna von Rechberg-Illeraichen
  1. Hans Schenk von Stauffenberg ⚭ 1566 Barbara von Westernach (Begründer der Amerdinger Linie)
    1. Margarete Anna von Stauffenberg
    2. Bernhard Schenk von Stauffenberg (–1609) ⚭ 1589 Anna Regine von Leonrod
      1. Hans Sigismund Schenk von Stauffenberg
        1. Johann Ph.I. Schenk von Stauffenberg (1656–1698) ⚭ 1684 Marie Magdalene von Riedheim
          1. Sebastian K. C. Schenk von Stauffenberg (1692–1762) ⚭ 1721 Marie M.Th.S. Gräfin Schenk von Castell (1701–1781)
            1. Johann F. R. X. J. A. K. Schenk von Stauffenberg (1733–1797), fürstbischöfl. würzburgischer Staatsminister (Quelle: Genealog. Handbuch des Adels, Band F A V, Stammreihe Schenk von Stauffenberg, Seite 484, Starke, limburg 1963) ⚭ 1764 Marie C.W. Freiin Zobel von Giebelstadt (1744–1804)
              1. Adam Friedrich Aloysius Franz Georg Maria Cresentia Schenk von Stauffenberg (1767–1808), Präsident des Reichskammergerichts in Wetzlar ⚭ Charlotte von Harff (1777–1839)
                1. Franz Ludwig Philipp Schenk von Stauffenberg (1801–1881), ab 1874: Graf, ⚭ Gräfin Eleonore Butler von Clonebough gen. von Haimhausen (–1861) → Nachfahren: siehe unten: Grafen Schenk von Stauffenberg
                2. Friedrich Schenk von Stauffenberg (1806–1874), ⚭ Gräfin Karoline Klementine Butler von Clonebough gen. von Haimhausen (1812–1879) → Nachfahren: siehe unten: Reichsfreiherren Schenk von Stauffenberg

          2. Philipp Adam Sigismund Schenk von Stauffenberg (1688–1724) ⚭ Marie Elisabeth von Bettendorff
          3. Marie Katharine E. F.C. Schenk von Stauffenberg (1689–1726) ⚭ Freiherr Johann Anton Franz von Ratzenried

        2. Johanna Regina Maria von Stauffenberg (1641–1664)
        3. Katharine Sofie von Stauffenberg (1642–1670)
        4. Marquard Sebastian Schenk von Stauffenberg, Fürstbischof von 1683 bis 1693 im Bistum Bamberg Marquard Sebastian Schenk von Stauffenberg (1644–1693), Fürstbischof von Bamberg
        5. Maximilian Gottfried von Stauffenberg (1646–1699)
          1. Johanna Marie Anna W. Schenk von Stauffenberg (–1729) ⚭ 1725 Freiherr Johann Ludwig von Stingelheim

        6. Anna Johanna Katharina von Stauffenberg (1647–1648)
        7. Maria Rosine Konstantia von Stauffenberg (1647–1683) ⚭ Markward J.W. Reichserbmarschall von Pappenheim
        8. Katharine Margarete von Stauffenberg (1651–1701) ⚭ Ferdinand Maria Freiherr von Seinsheim
        9. Marie Franziska Viktoria von Stauffenberg

      2. Dorothee Marie Eva von Stauffenberg ⚭ 1613 Freiherr Albrecht von Mamming
      3. Hans Sebastian von Stauffenberg (1596–1596)
      4. Anna Dorothee von Stauffenberg (1597–1597)
      5. Johann Philipp von Stauffenberg (1600–1624)
      6. Marie Elisabeth von Stauffenberg
      7. Margarete Anna von Stauffenberg (1604–1604)
      8. Wilhelm Konrad von Stauffenberg (–1670) ⚭ Maria Dorothee von Riedheim
        1. Anna Regina Schenk von Stauffenberg
        2. Marie Barbara von Stauffenberg (* 1642) ⚭ Johann Adam Freiherr von Bubenhofen zu Winzingen (–1699)

      9. Anna Katharina von Stauffenberg (gest. vor 1619)

  2. Johann Franz Schenk von Stauffenberg (1658–1740), Fürstbischof von Konstanz Albrecht Schenk von Stauffenberg (–1593) ⚭ Veronika Vogt zu Alt-Summerau gen. Praßberg
    1. Wilhelm Schenk von Stauffenberg (1573–1644) ⚭ Margarete von Stadion (* 1599)
      1. Wolfgang Albrecht Schenk von Stauffenberg (1605–1633) ⚭ Maria von und zu Flitzing (1606–1686), geb. von Parsberg, 1635 verh. Gräfin von Lodron-Laterano
      2. Wolfgang Friedrich Schenk von Stauffenberg (1612/13–1676) ⚭ Anna Barbara von Wernau (1651–1681)
        1. Johann Franz Schenk von Stauffenberg (1658–1740), Fürstbischof von Konstanz
        2. Johann Friedrich Schenk von Stauffenberg (1660–1720), Generalfeldmarschall-Leutnant

### Grafen Schenk von Stauffenberg
1. Franz Ludwig Philipp Schenk von Stauffenberg (1801–1881), ab 1874: königlich bayerischer Graf, ⚭ Gräfin Eleonore Butler von Clonebough gen. von Haimhausen (-1861)
  1. Klemens Schenk von Stauffenberg (*Würzburg 12. August 1826, † 16. November 1886) ⚭ in Mannheim 7. Januar 1857 Gräfin Leopoldine von Oberndorff (*Mannheim 18. Oktober 1831, +Jettingen 7. Mai 1919)
    1. Berthold F. L. M. F. Schenk von Stauffenberg (1859–1944) ⚭ Maria Th. A. J. E. G. Freiin Groß von Trockau
      1. Klemens von Stauffenberg (1885–1949) ⚭ Elisabeth Freiin von und zu Guttenberg (1891–1946)
        1. Marie-Gabriele Luise Sophie Schenk von Stauffenberg (* 18. Juli 1914; † 6. März 2018)
        2. Karl Berthold von Stauffenberg (1918–1941)
        3. Markward Seb. Gg. Wernher von Stauffenberg (1920–2000) ⚭ Anna Maria Rosa Elisabeth Edle Von Rauscher auf Weeg (* 1923; † Sept. 2017)
          1. Elisabeth (* 1948)
          2. Johanna (* 1950)
          3. Karl-Berthold (* 1952)
          4. Franz (* 1954)
          5. Georg (* 1957)
          6. Philipp (* 1960)

        4. Otto Philipp Schenk von Stauffenberg (1926–2015) ⚭ Herta Oculi von Lerchenfeld (1923–2006); auf Greifenstein
          1. Christoph (* 1950)
          2. Maria Beatrix (* 1951)
          3. Alexander (* 1954)
          4. Maria Elisabeth (1954–2014)

      2. Markwart Sebastian Ludwig Philipp Maria Schenk von Stauffenberg (* 12. Mai 1889)
        1. Delia Marie Gabriele von Stauffenberg ⚭ Karl Friedrich Erbprinz zu Oettingen.
        2. Marie Agnes (Ines) von Stauffenberg
        3. Alexandra Leo. Olga Maria von Stauffenberg
        4. Alfred B. A. M. Gg. von Stauffenberg, auf Amerdingen
        5. Klemens Anton M.A.Fr. von Stauffenberg

    2. Alfred K.Ph.Fr.J.M. Schenk von Stauffenberg (1860–1936) ⚭ Caroline Graefin Uexküll-Gyllenband (1875–1957)
      1. Berthold Schenk Graf von Stauffenberg, auf Lautlingen (1905–1944) ⚭ Maria Classen (1900–1977)
        1. Alfred Claus Maria von Stauffenberg (1937–1987) ⚭ Marie Sophie Freiin von Stauffenberg
          1. Berthold Schenk Graf von Stauffenberg, Lautlingen ⚭ Maria Jesus Alejandra Carabias
            1. Alfred Fedorico Maria Graf von Stauffenberg
            2. Javier Manuel Maria Graf von Stauffenberg

          2. Philipp Schenk Graf von Stauffenberg ⚭ Bettina Baatz
            1. Isabel Gräfin von Stauffenberg
            2. Olivia Gräfin von Stauffenberg
            3. Mafalda Gräfin von Stauffenberg
            4. Klara Gräfin von Stauffenberg

          3. Alexander Clemens Juan Schenk Graf von Stauffenberg verheiratet mit Beatrice Rochlitz
            1. Philipp Georg Maria Schenk Graf von Stauffenberg
            2. Elisabeth Katharina Maria Schenk Gräfin von Stauffenberg
            3. Irene Victoria Maria Schenk Gräfin von Stauffenberg
            4. Christoph Johannes Maria Schenk Graf von Stauffenberg

        2. Elisabeth Caroline Margarethe Maria Gräfin von Stauffenberg ⚭ Piero Roberti

      2. Alexander Schenk Graf von Stauffenberg (1905–1964) ⚭ Melitta Schiller (1903–1945)
      3. Claus Ph. Maria Schenk Graf von Stauffenberg (1907–1944) ⚭ Nina Freiin von Lerchenfeld (1913–2006)
        1. Berthold Maria Schenk Graf von Stauffenberg (* Bamberg 3. Juli 1934), deutscher Generalmajor, ⚭ 22. September 1958 in Thurn (Tirol) Mechthild Gräfin von Bentzel-Sturmfeder-Horneck (*Bamberg 27. Januar 1938)
          1. Claus Philipp von Stauffenberg, * 1. Juni 1959; verheiratet mit Maryam Zahedi (* 31. Januar 1962)
            1. Valerie Gräfin von Stauffenberg
            2. Kilian Graf von Stauffenberg

          2. Sebastian Heimrich A.M. von Stauffenberg, * 2. Dezember 1961
          3. Gottfried F.L. von Stauffenberg, * 8. Oktober 1964

        2. Heimeran Schenk Graf von Stauffenberg (1936–2020),
        3. Franz Ludwig Schenk Graf von Stauffenberg (* 1938), deutscher Bundestagsabgeordneter (MdB) ⚭ Elisabeth Freiin von und zu Guttenberg auf Schloss Kirchlauter und (anteilig) Schloss Irmelshausen
          1. Caspar Schenk Graf von Stauffenberg ⚭ Maria Josefa Gräfin von Waldburg zu Zeil und Trauchburg
            1. Maximilian Graf Schenk von Stauffenberg
            2. Lioba Gräfin Schenk von Stauffenberg
            3. Nikolaus Graf Schenk von Stauffenberg
            4. Josef Graf Schenk von Stauffenberg

          2. Sophie Gräfin von Stauffenberg ⚭ Marcus Freiherr von Mauchenheim
            1. Felix Freiherr von Mauchenheim
            2. Paul Freiherr von Mauchenheim

          3. Karl Graf Schenk von Stauffenberg ⚭ Harriet von Randow
            1. Leopold Schenk Graf von Stauffenberg
            2. Antonia Schenk Gräfin von Stauffenberg

          4. Nina Gräfin von Stauffenberg

        4. Valerie Gräfin von Stauffenberg (1940–1966), ⚭ Heino Anton Friedrich von l'Estocq (* 1935)
        5. Konstanze Gräfin von Stauffenberg (* 1945), ⚭ Dietrich von Schultheiss-Rechberg

    3. Philipp Schenk von Stauffenberg *Amerdingen 12. Mai 1864, +Baden-Baden 29. Juli 1945; heiratet in Baden-Baden am 12. Oktober 1899 Marie Ottilie (Lillian) Schönhofen (* Chicago 2. Juni 1875, +Amerdingen 1959)

  2. Philipp Schenk von Stauffenberg (1828–1895) ⚭ Karoline Prinzessin Lobkowitz

### Reichsfreiherrn Schenk von Stauffenberg
1. Friedrich Schenk Freiherr von Stauffenberg (1806–1874), ⚭ Gräfin Karoline Klementine Butler von Clonebough gen. von Haimhausen (1812–1879)
  1. Franz August Schenk Freiherr von Stauffenberg (1834–1901) verh. mit Gräfin Ida Therese von Geldern-Egmont (1837–1887)
    1. Wilhelmine Schenk von Stauffenberg (1862–1876)
    2. Elisabeth Schenk von Stauffenberg (1864–1939)
    3. Olga Gabriele Schenk von Stauffenberg (1866–1953)
    4. Gabriele Schenk von Stauffenberg (1869–1956)
    5. Franz Wilhelm Karl Maria Gabriel Schenk Freiherr von Stauffenberg (1878–1950) ⚭ Hubertha-Bertha Gräfin Wolff-Metternich zur Gracht (1882–1952)
      1. Friedrich Wilhelm Peter Hubertus Maria Schenk Freiherr von Stauffenberg (1908–1982) ⚭ Mechthild Maria Sophie Gertrud Adelmann von Adelmannsfelden (* 1909)
        1. Marie Sophie Freiin von Stauffenberg (* 1936)
        2. Franz Schenk Freiherr von Stauffenberg (* 1939), auf Wilflingen
          1. Marie-Gabriele Mechthild Elisabeth Schenk Freifrau von Stauffenberg (* 1991)
          2. Gunther Eberhard Nepumuk Maria Schenk Freiherr von Stauffenberg (* 1993)

        3. Wolf Dietrich Schenk Freiherr von Stauffenberg (* 1942)

      2. Hans Christoph Schenk Freiherr von Stauffenberg (1911–2005) verh. mit (1.) Lady Camilla Acheson / (2.) Ingrid Müller-Hedenreich
        1. Hans Sebastian Schenk Freiherr von Stauffenberg (* 1940) (1.) Marie Elisabeth von Malaisé (* 1940) / (2.) Veronica Latorre (* 1947)
          1. Johanna Schenk Freiin von Stauffenberg (* 1964)
          2. Damian Schenk Freiherr von Stauffenberg (* 1965)
          3. Ferdinand Schenk Freiherr von Stauffenberg (* 1967)
          4. Franz Schenk Freiherr von Stauffenberg (* 1976)
          5. Sebastian Schenk Freiherr von Stauffenberg (* 1985) (2.)

        2. Patrick Schenk Freiherr von Stauffenberg (* 1941) (1.)
          1. Alice Schenk Freiin von Stauffenberg
          2. Camilla Schenk Freiin von Stauffenberg

        3. Damian Ignaz Schenk Freiherr von Stauffenberg (* 1944) (1.)
          1. Sebastian Schenk Freiherr von Stauffenberg
          2. Diego Schenk Freiherr von Stauffenberg

  2. Karl Maria Schenk Freiherr von Stauffenberg
    1. Werner C. Schenk Freiherr von Stauffenberg (1878–1904[2]; sein Grab befindet sich auf dem Friedhof in Okahandja, Namibia)
    2. Wilhelm Franz Kl. Schenk Freiherr von Stauffenberg (1879–1918)

## Wappen
In Silber ein roter Balken, oben und unten begleitet von einem blauen schreitenden Löwen, rotgezungt und golden bewehrt. Auf dem ungekrönten Helm mit blau-silbernen Decken ein silbern gestulpter blauer (roter) Turnierhut, im Stulp zwei auswärts geneigte, goldene und oben mit schwarzen Hahnenfedern besteckte goldene Schäfte (rot belegte silberne Schalmeien).

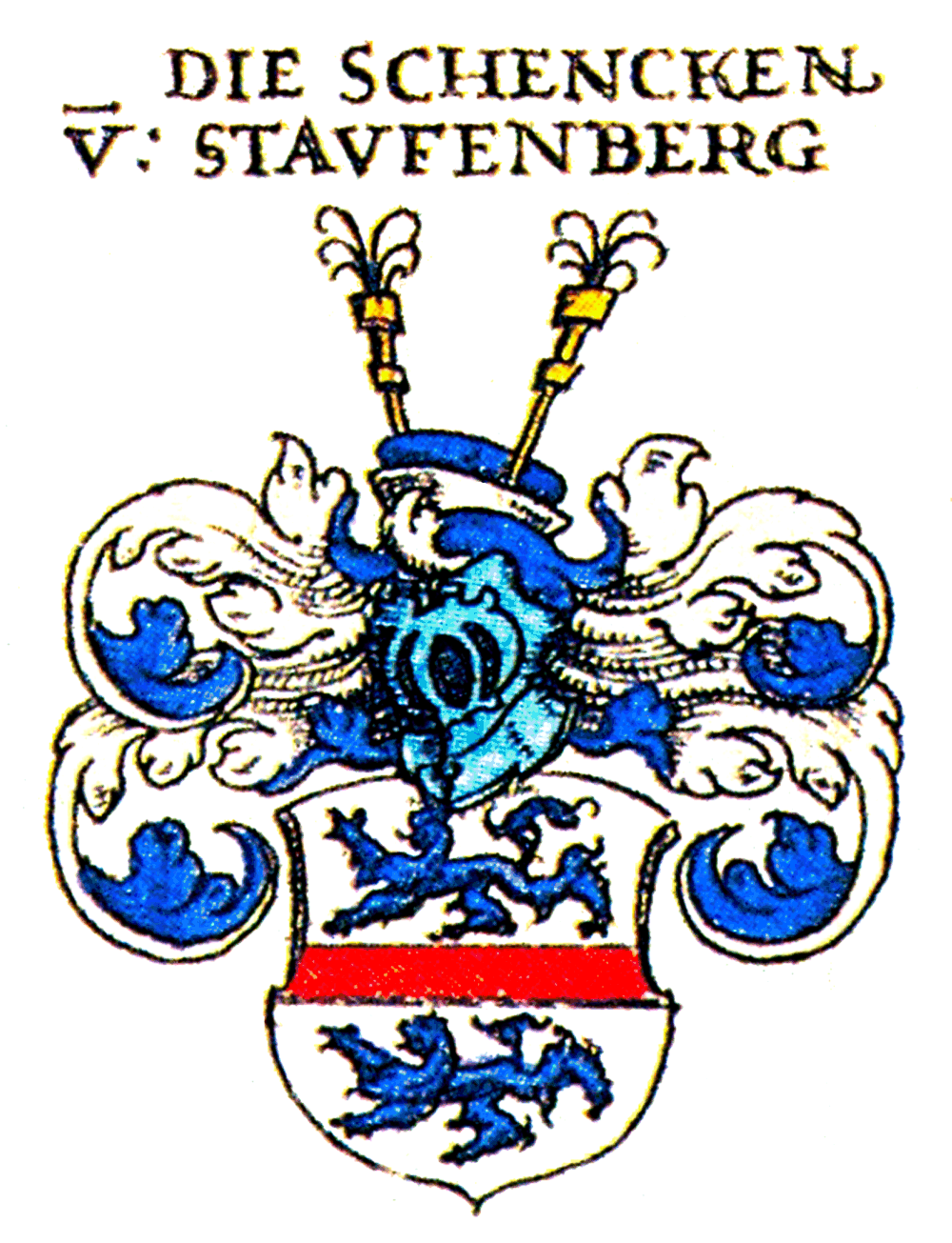
Wappen der „Schencken von Stauffenberg“, Siebmachers Wappenbuch 1605
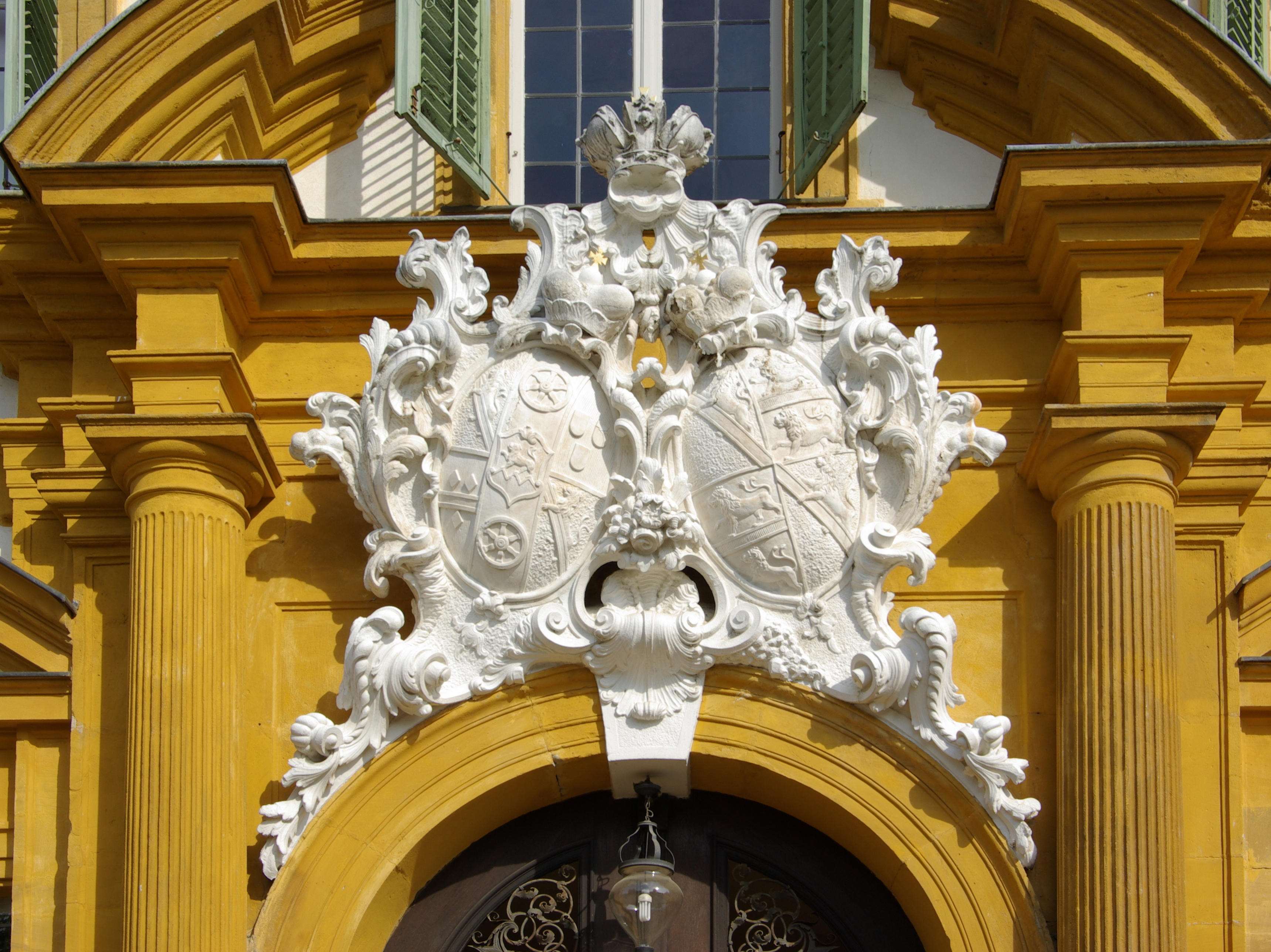
Wappen des Fürstbischofs Marquard Sebastian Schenk von Stauffenberg (rechts) am Schloss Seehof
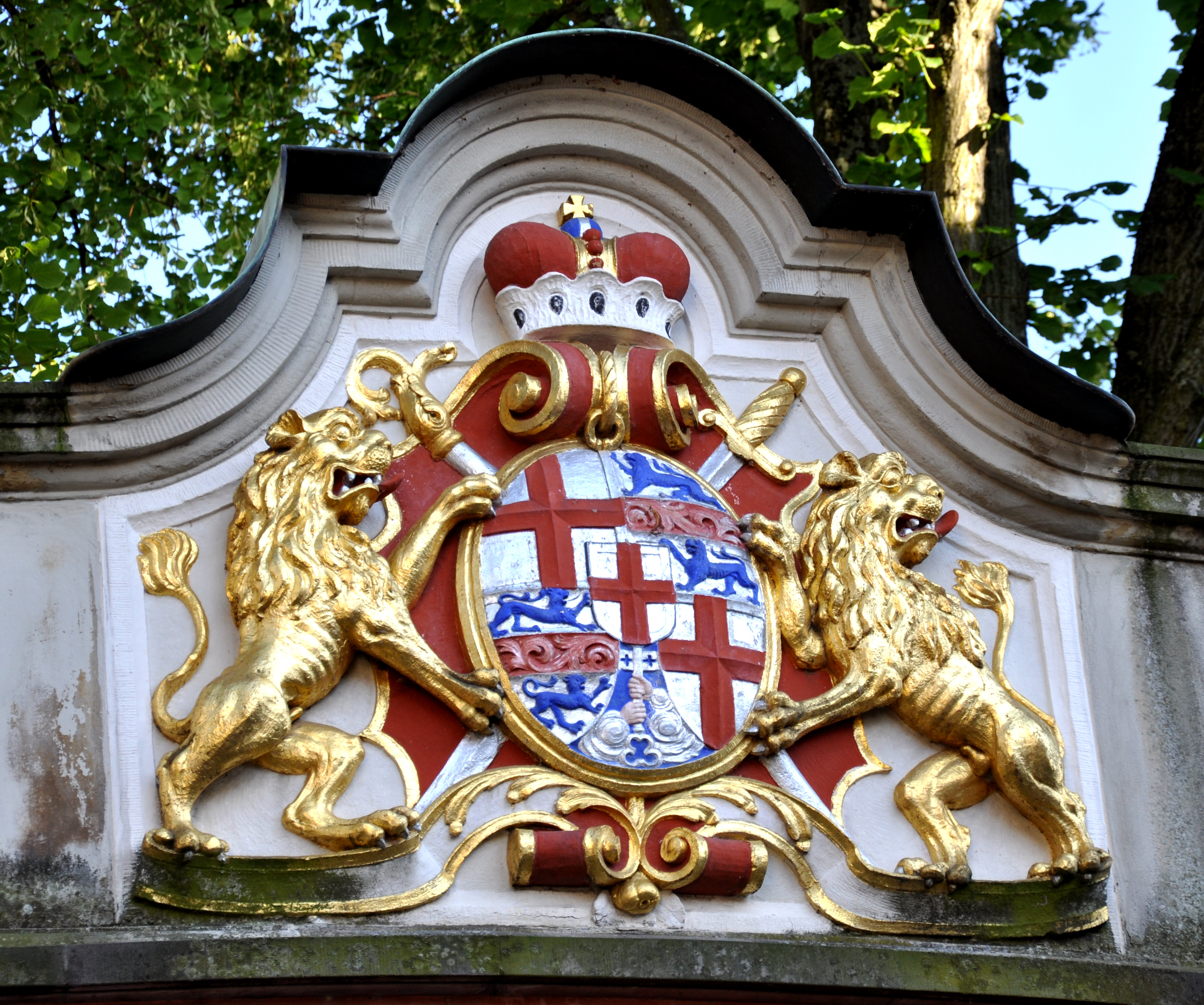
Wappen des Fürstbischofs Johann Franz Schenk von Stauffenberg am Neuen Schloss Meersburg
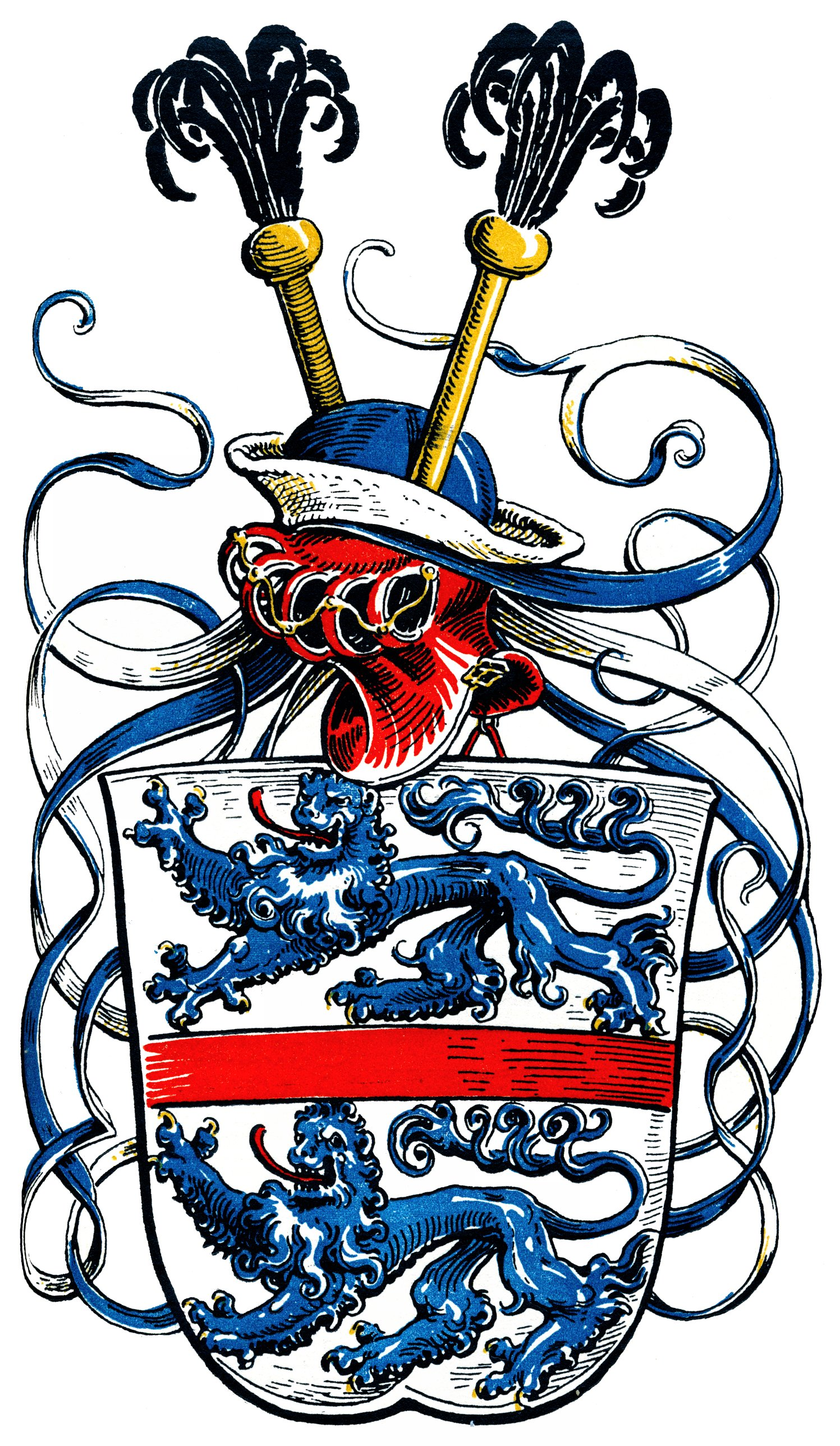
Wappengrafik von Otto Hupp im Münchener Kalender von 1908

## Nachname und Anrede
Der das mittelalterliche Hofamt des Mundschenken bezeichnende Namensbestandteil „Schenk“ wird bei den Stauffenberg traditionellerweise dem Vornamen nach- und dem höherrangigen, jedoch erst später verliehenen, ehemaligen Adelstitel „Freiherr bzw. Graf von Stauffenberg“ vorangestellt (also z. B. Claus Schenk Graf von Stauffenberg). So ergibt sich der amtliche Familienname „Schenk Freiherr von Stauffenberg“ bzw. „Schenk Graf von Stauffenberg“ und entsprechend dazu die weiblichen Formen Gräfin und Freifrau (verheiratet) oder Freiin (unverheiratet bzw. geborene). Die mündliche Anrede ist jedoch nur „Graf/Gräfin Stauffenberg“ oder „Baron/Baronin Stauffenberg“, ohne „Schenk“ und „von“. (Freiherren werden traditionsgemäß mit „Baron“ angesprochen, Freifrauen mit „Baronin“, Freiinnen mit „Baronesse“.)
Anders verhält es sich bei den meisten übrigen Adelsgeschlechtern, die einstige Hofämter als Namensbestandteile führen, so den Freiherren Schenck zu Schweinsberg, den Freiherren Truchseß von Wetzhausen, den Freiherren Marschall von Bieberstein, Marschall von Altengottern oder den Grafen Droste zu Vischering – hier „klebt“ das Hofamt am Namen des Stammsitzes, der Adelstitel ist vorangestellt und die Anrede benennt nur das Hofamt: „Baron Schenck“, „Baron Marschall“, „Baron Truchseß“, „Graf Droste“ usw. Die Dalberg hingegen führten gleich zwei Namen hintereinander, Hofamt und Adelstitel, beide mit Ortsnamen verbunden: „Kämmerer von Worms, Reichsfreiherr von und zu Dalberg“. Es gibt oder gab sehr zahlreiche Adelsfamilien, die den Schenkentitel als Namensbestandteil führen, da die Hofämter an den meisten Höfen der einzelnen Reichsterritorien vergeben wurden, siehe: Liste der den Schenkentitel als Bestandteil des Familiennamens führenden Familien.

## Persönlichkeiten

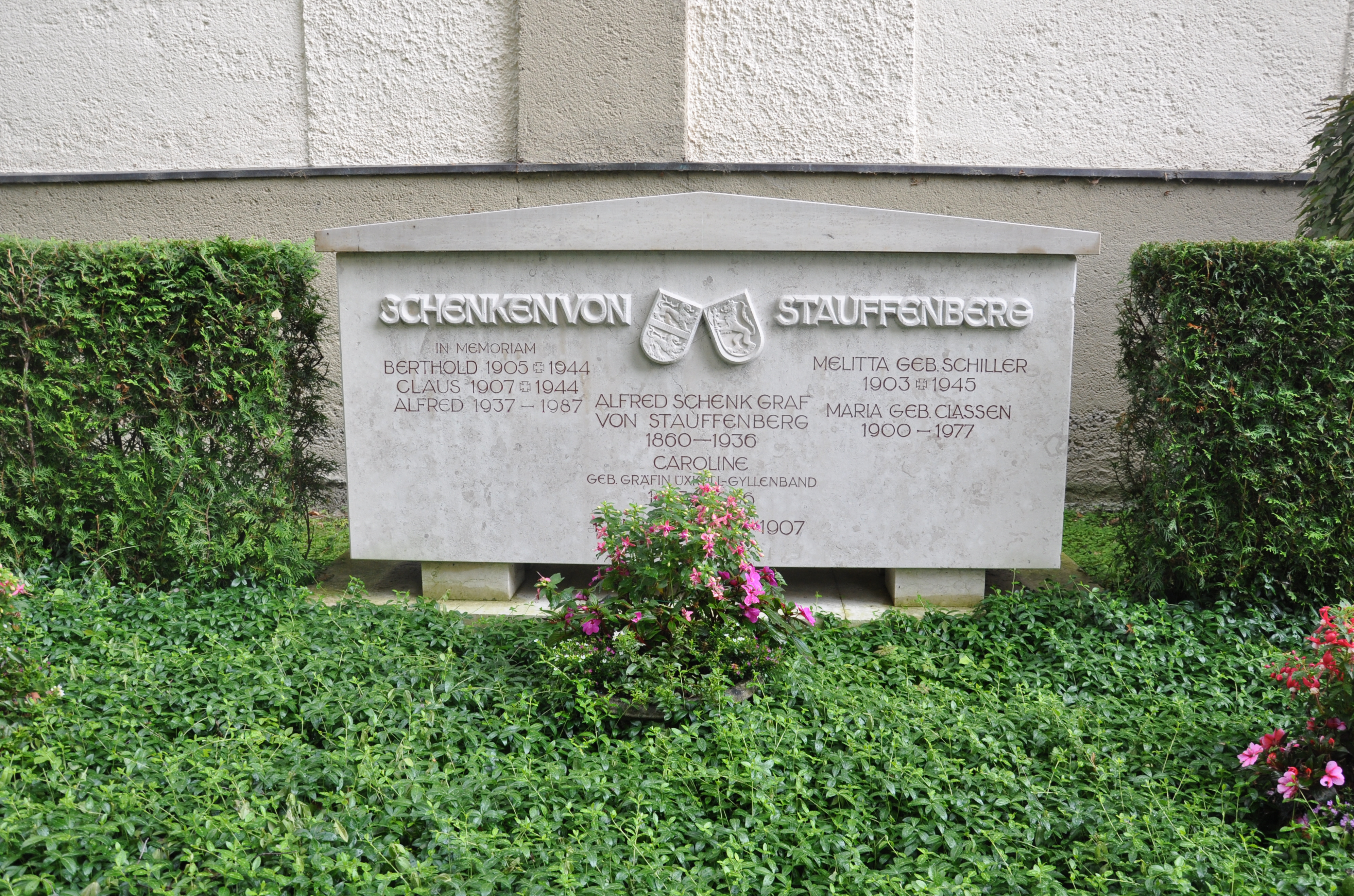
Stauffenberg-Grabstätte in Lautlingen

Die bekanntesten Stauffenberger des 20. Jahrhunderts sind:
- die Brüder:
  - Claus Schenk Graf von Stauffenberg (1907–1944), deutscher Offizier und Widerstandskämpfer
    - dessen Frau: Nina Schenk Gräfin von Stauffenberg geb. Freiin von Lerchenfeld (1913–2006)

  - Berthold Schenk Graf von Stauffenberg (1905–1944), deutscher Jurist und Widerstandskämpfer
  - Alexander Schenk Graf von Stauffenberg (1905–1964), deutscher Historiker
    - dessen erste Frau: Melitta Schenk Gräfin von Stauffenberg geb. Schiller (1903–1945), deutsche Fliegerin und Ingenieurin

- weitere historische oder herausragende Personen dieses Adelsgeschlechts:
  - Albert III. von Stauffenberg († 1421), Bischof von Regensburg und Fürstbischof des Hochstiftes Regensburg von 1409 bis 1421
  - Marquard Sebastian Schenk von Stauffenberg (1644–1693), Fürstbischof von Bamberg
  - Johann Franz Schenk von Stauffenberg (1658–1740), Fürstbischof von Augsburg und Konstanz
  - Adam Friedrich Schenk von Stauffenberg (1767–1808), Präsident des Reichskammergerichts
  - Reichsfreiherr Franz August Schenk von Stauffenberg (1834–1901), Mitbegründer der Deutschen Freisinnigen Partei, Präsident des bayerischen Landtags und Reichstagsvizepräsident
  - Reichsfreiherr Franz Schenk von Stauffenberg (1878–1950), deutscher Wirtschaftsführer und Reichstagsabgeordneter
  - Berthold Maria Schenk Graf von Stauffenberg (* 1934), Generalmajor a. D.
  - Franz Ludwig Schenk Graf von Stauffenberg (* 1938), CSU, MdB

## Schlösser

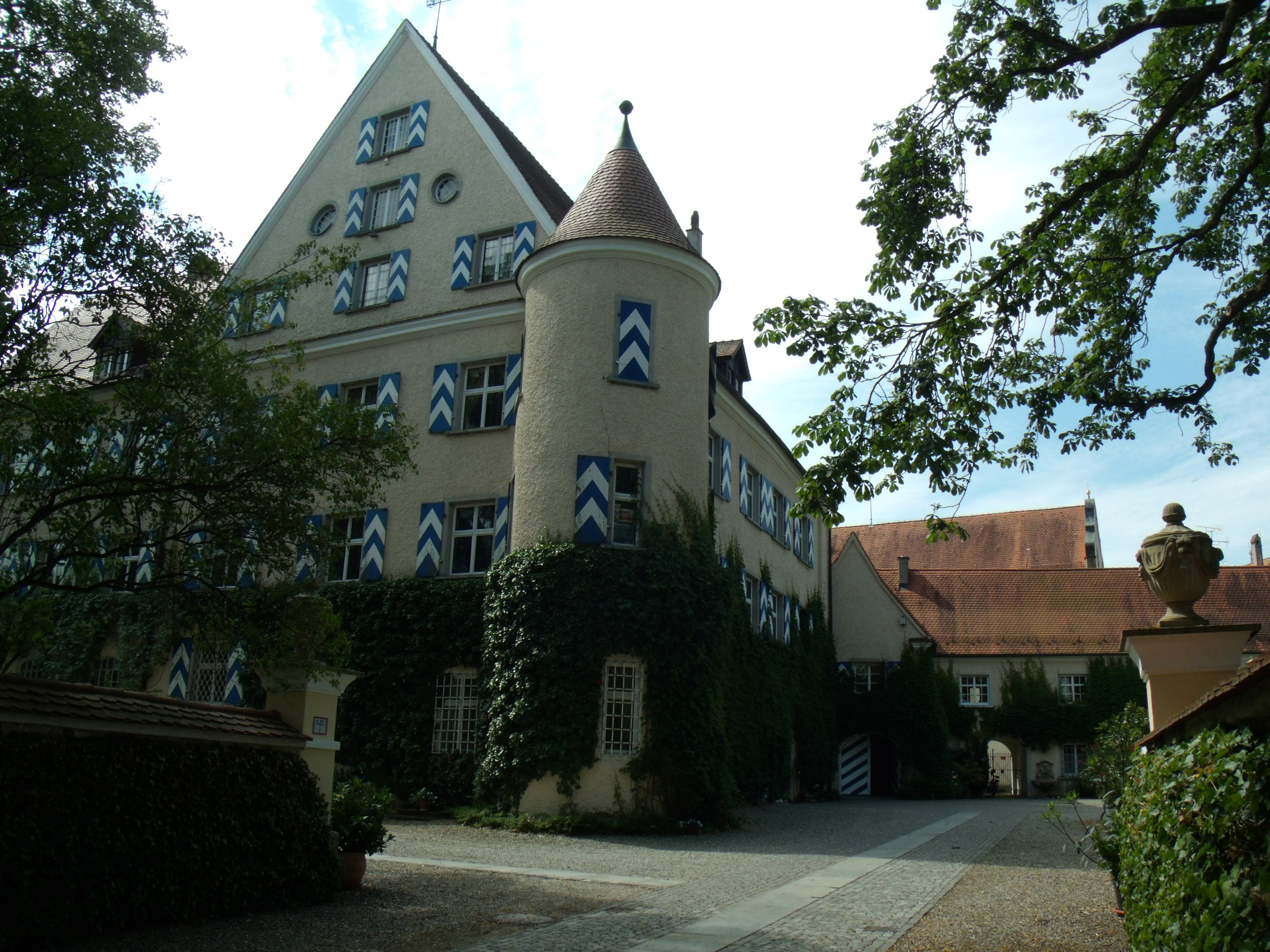
Schloss Wilflingen, seit 1454 im Besitz der Familie
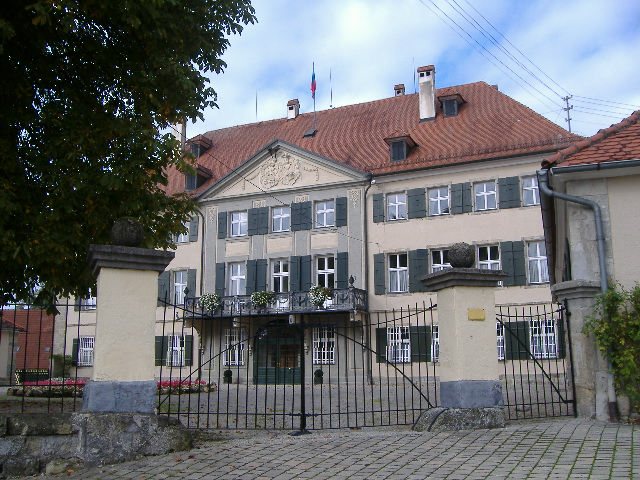
Schloss Amerdingen, seit 1566 im Besitz der Familie, 1784 bis 1788 neu errichtet
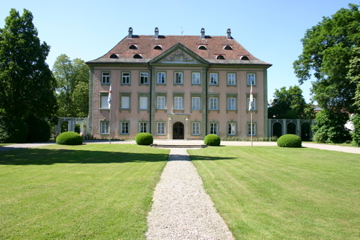
Schloss Rißtissen, seit 1613 im Besitz der Familie, um 1784 neu errichtet
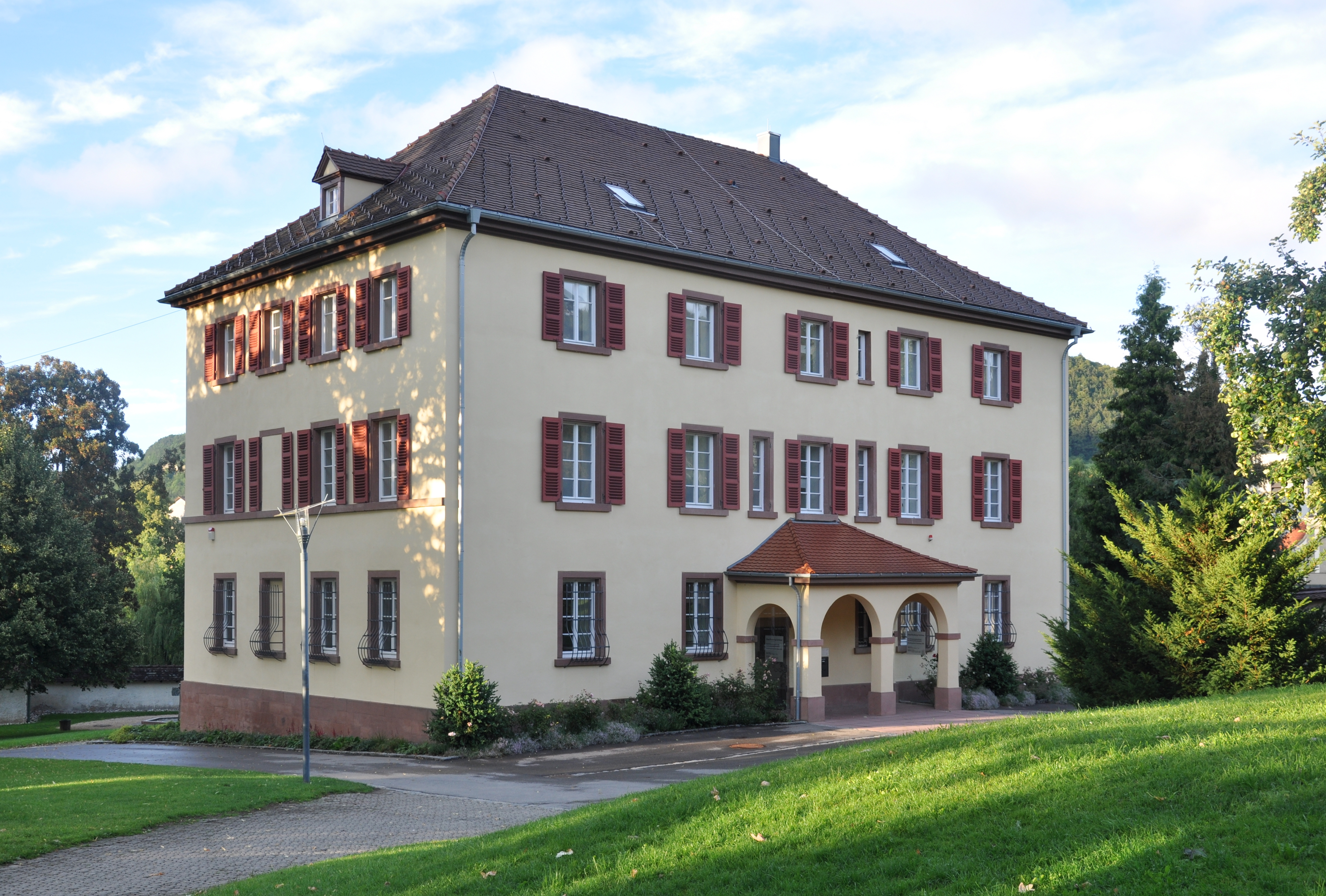
Schloss Lautlingen, von 1625 bis 1970 im Besitz der Familie, 1842 bis 1846 neu errichtet
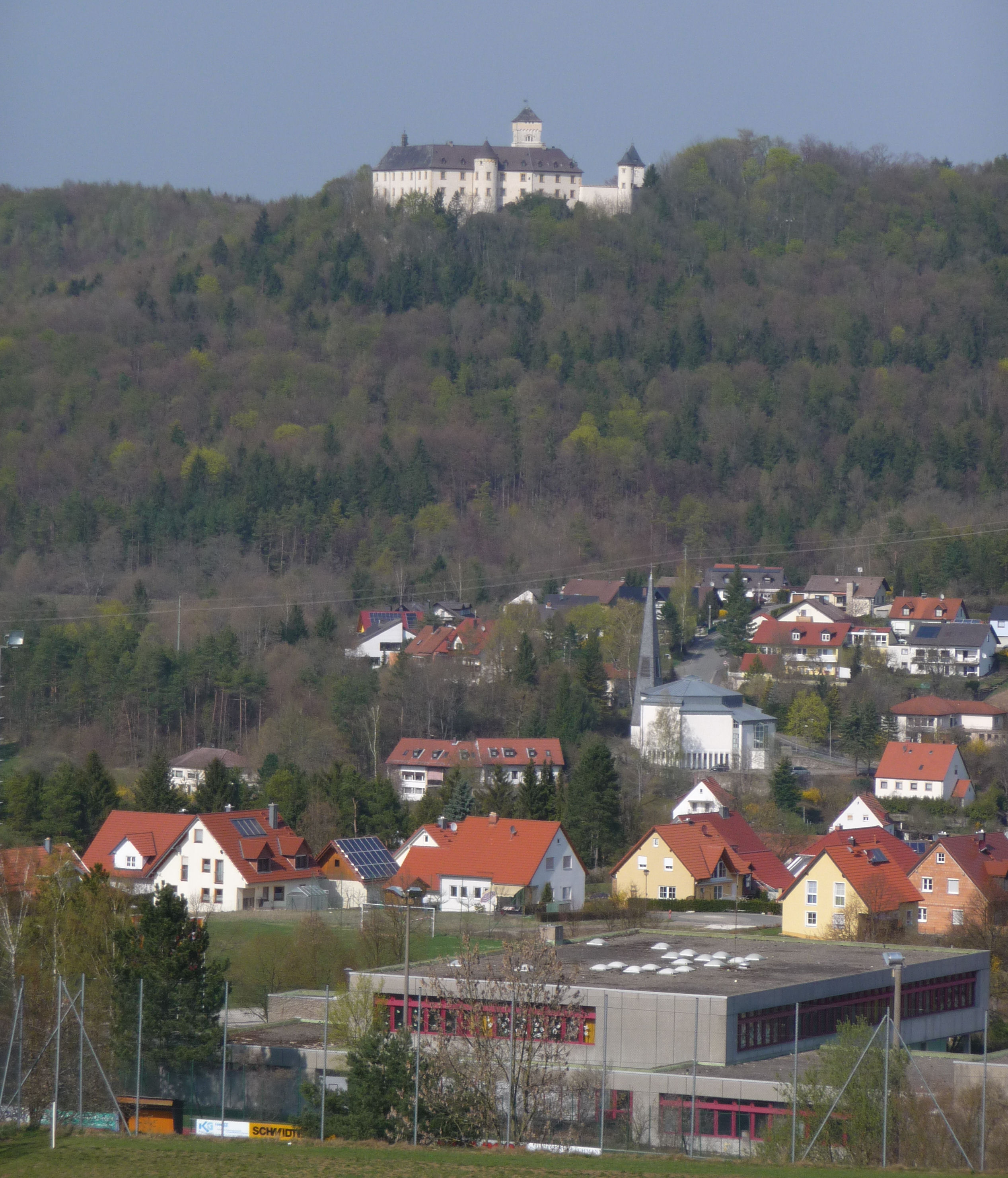
Schloss Greifenstein (Fränkische Schweiz), seit 1691 im Besitz der Familie
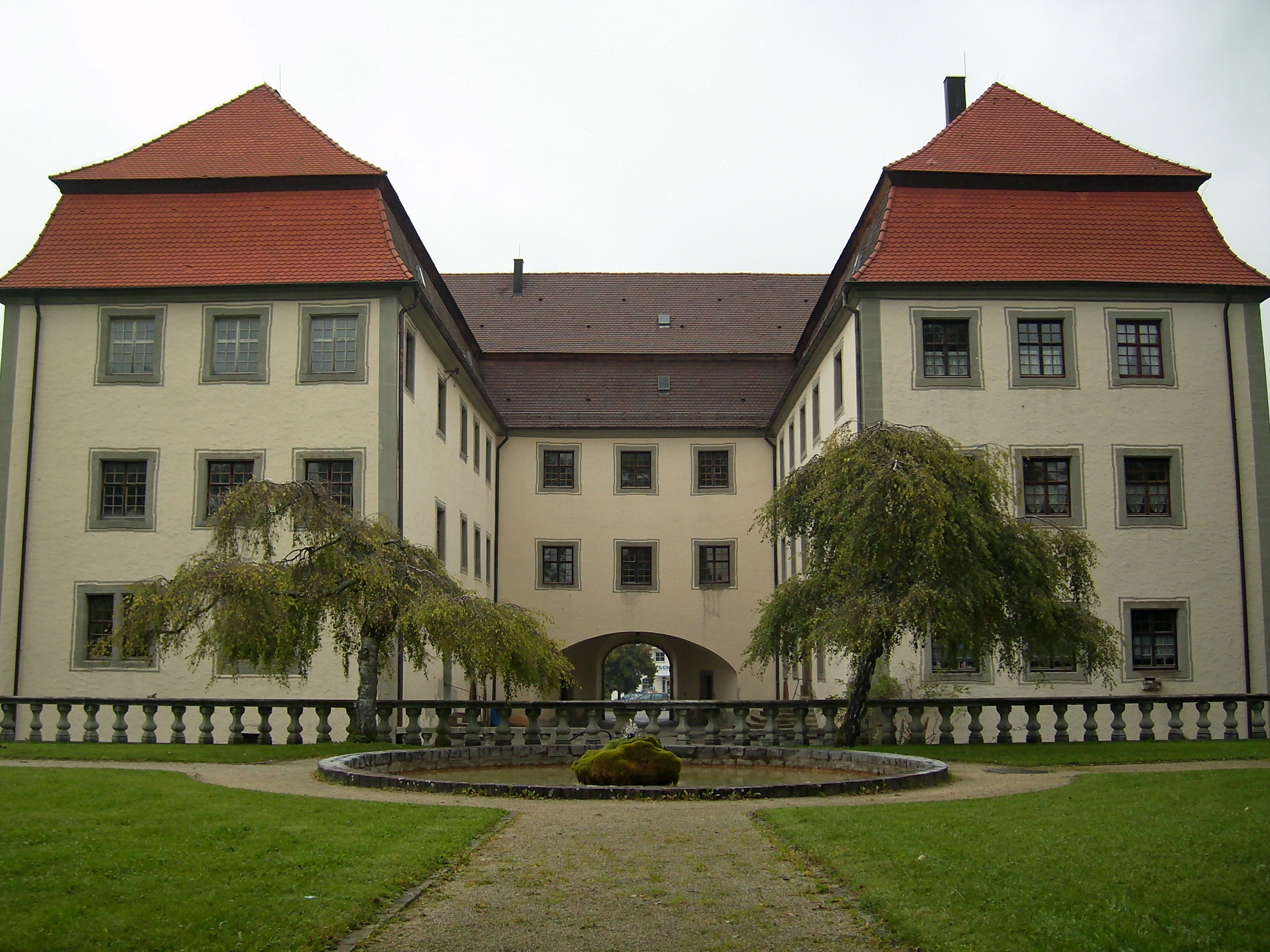
Schloss Geislingen, von 1698 bis 1927 im Besitz der Familie
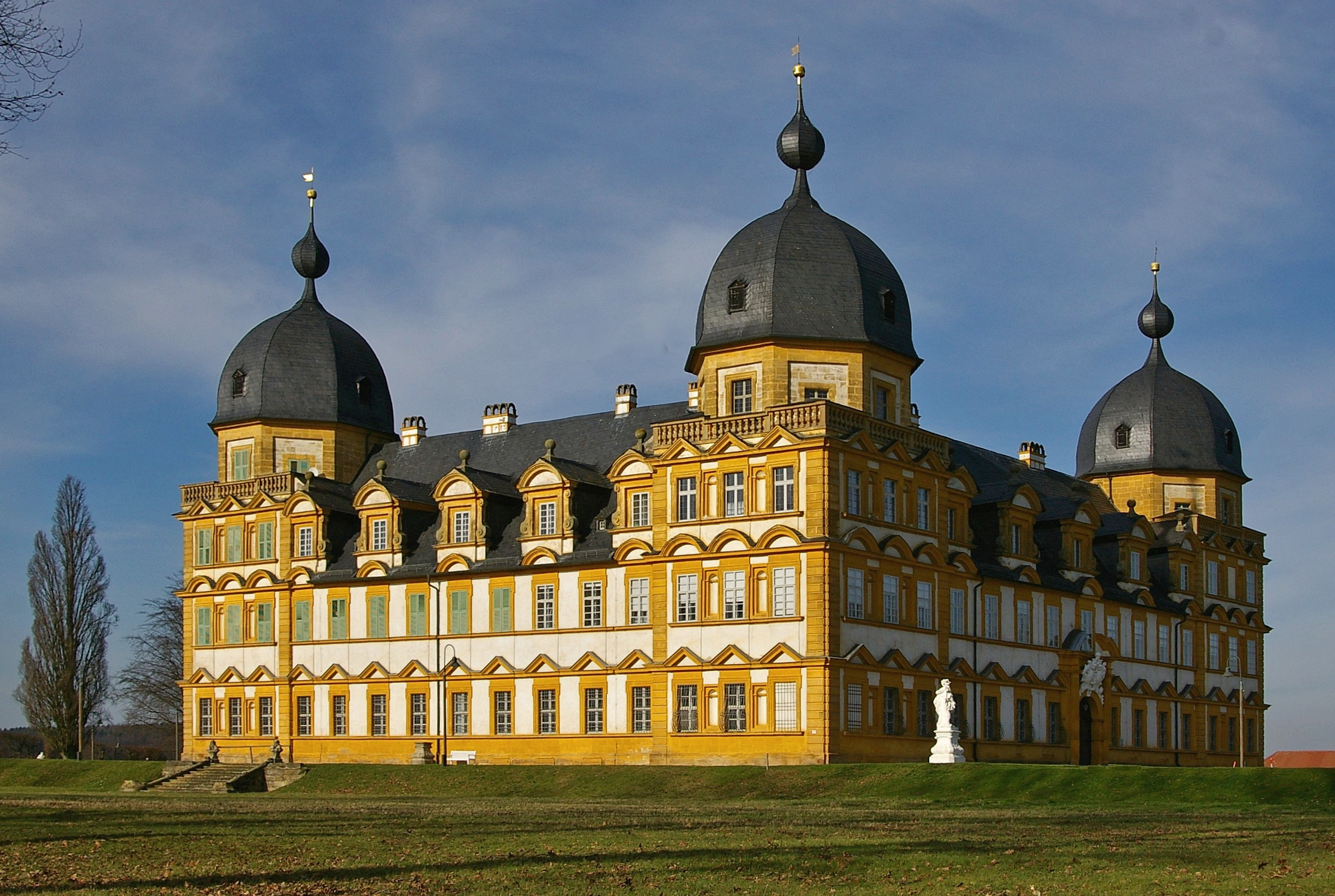
Marquardsburg in Seehof, 1687–96 für den Bamberger Fürstbischof Marquard Sebastian Schenk von Stauffenberg erbaut
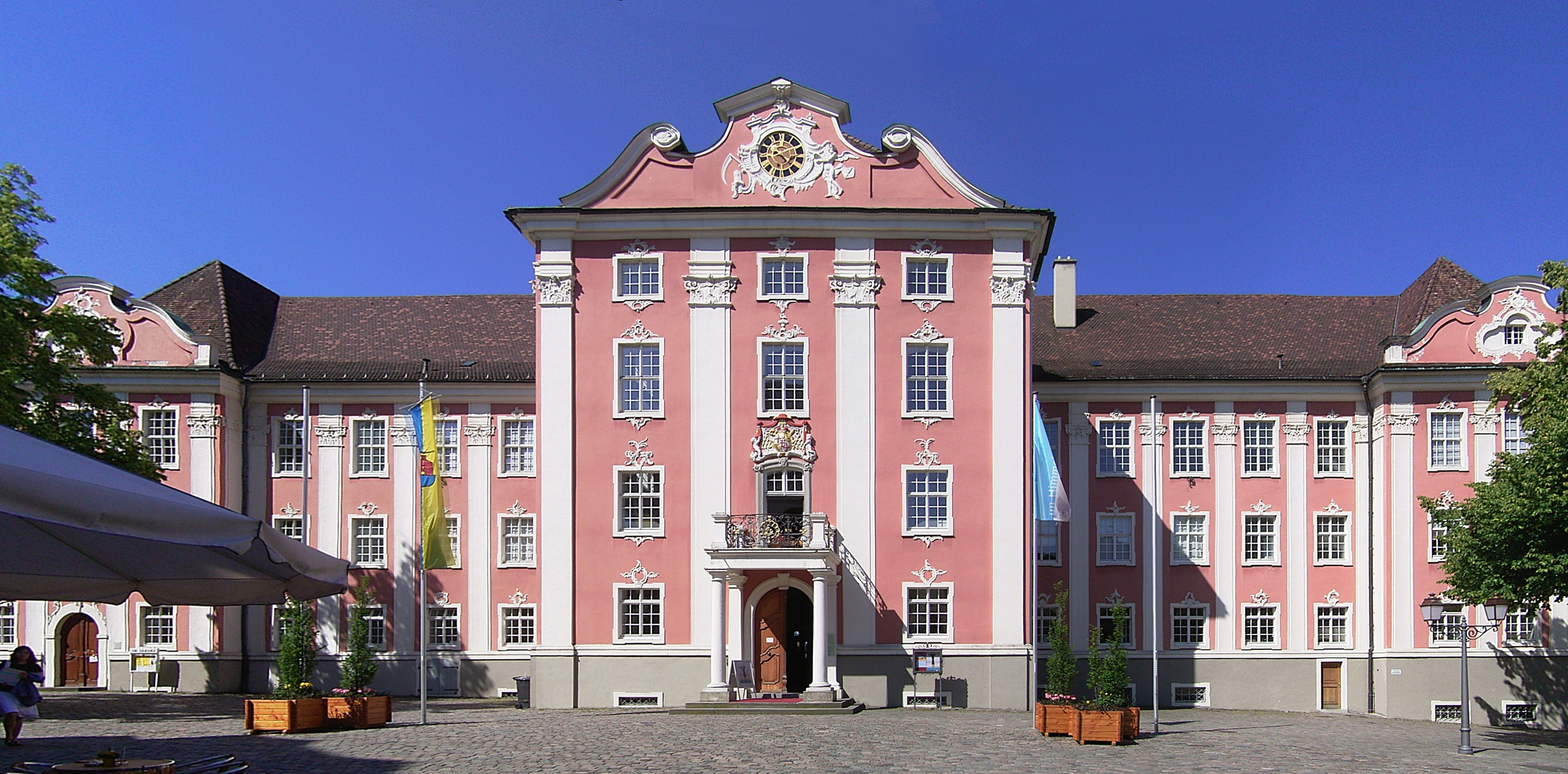
Neues Schloss (Meersburg), 1710–12 für den Konstanzer Fürstbischof Johann Franz Schenk von Stauffenberg erbaut
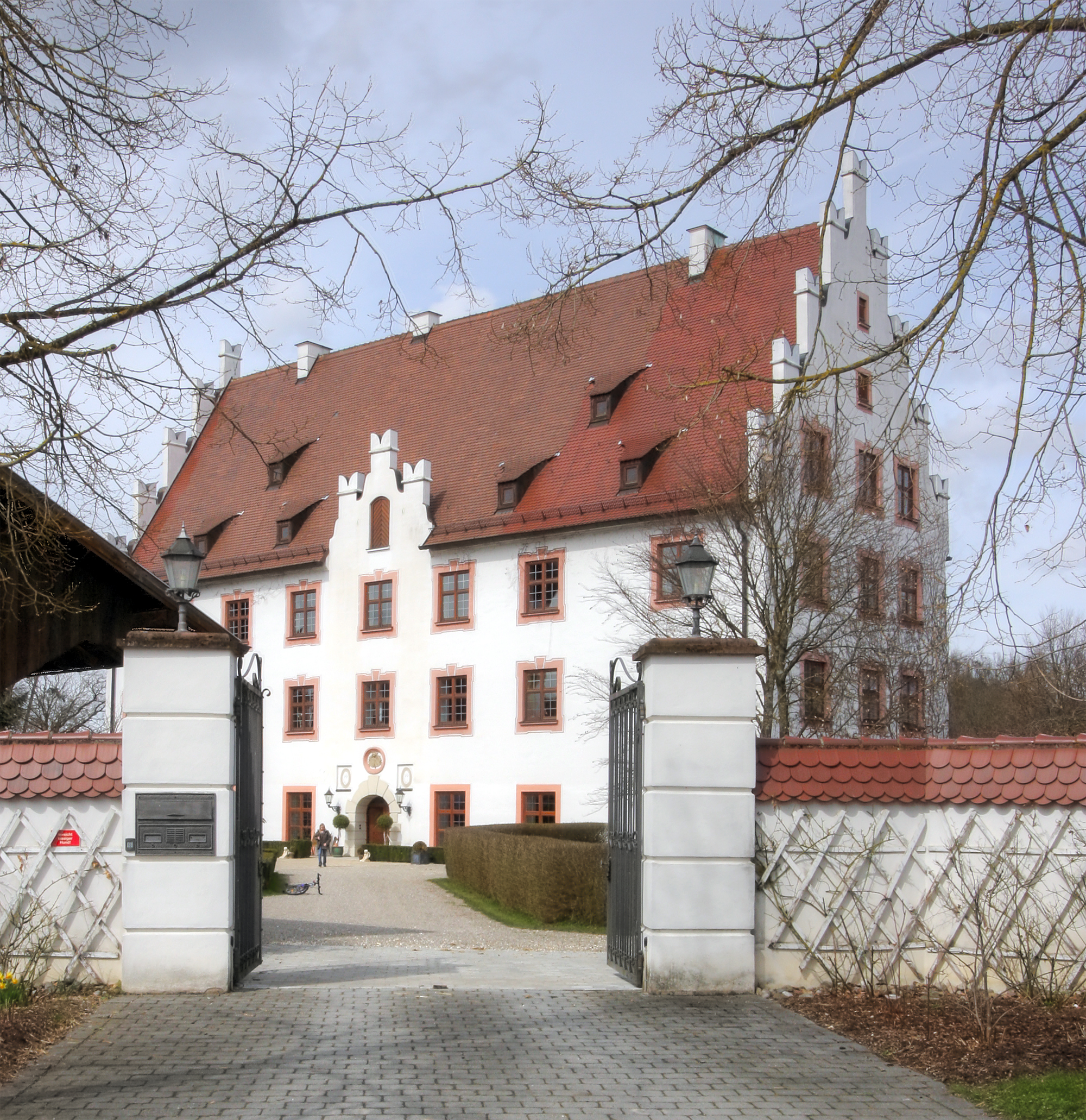
Schloss Eberstall, ab 1716 bis 1983 im Besitz der Familie
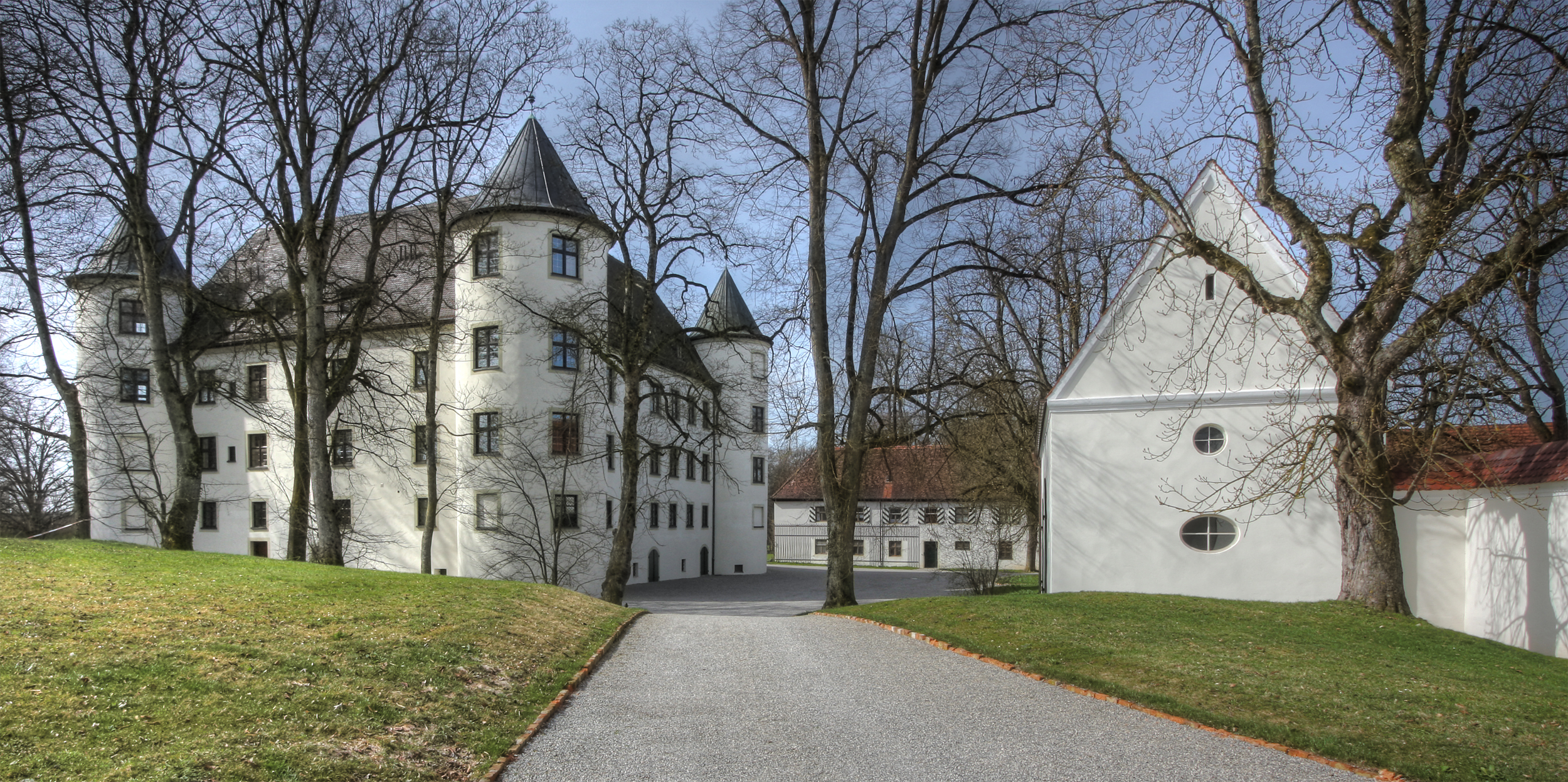
Schloss Jettingen, von 1747 bis 2000 im Besitz der Familie
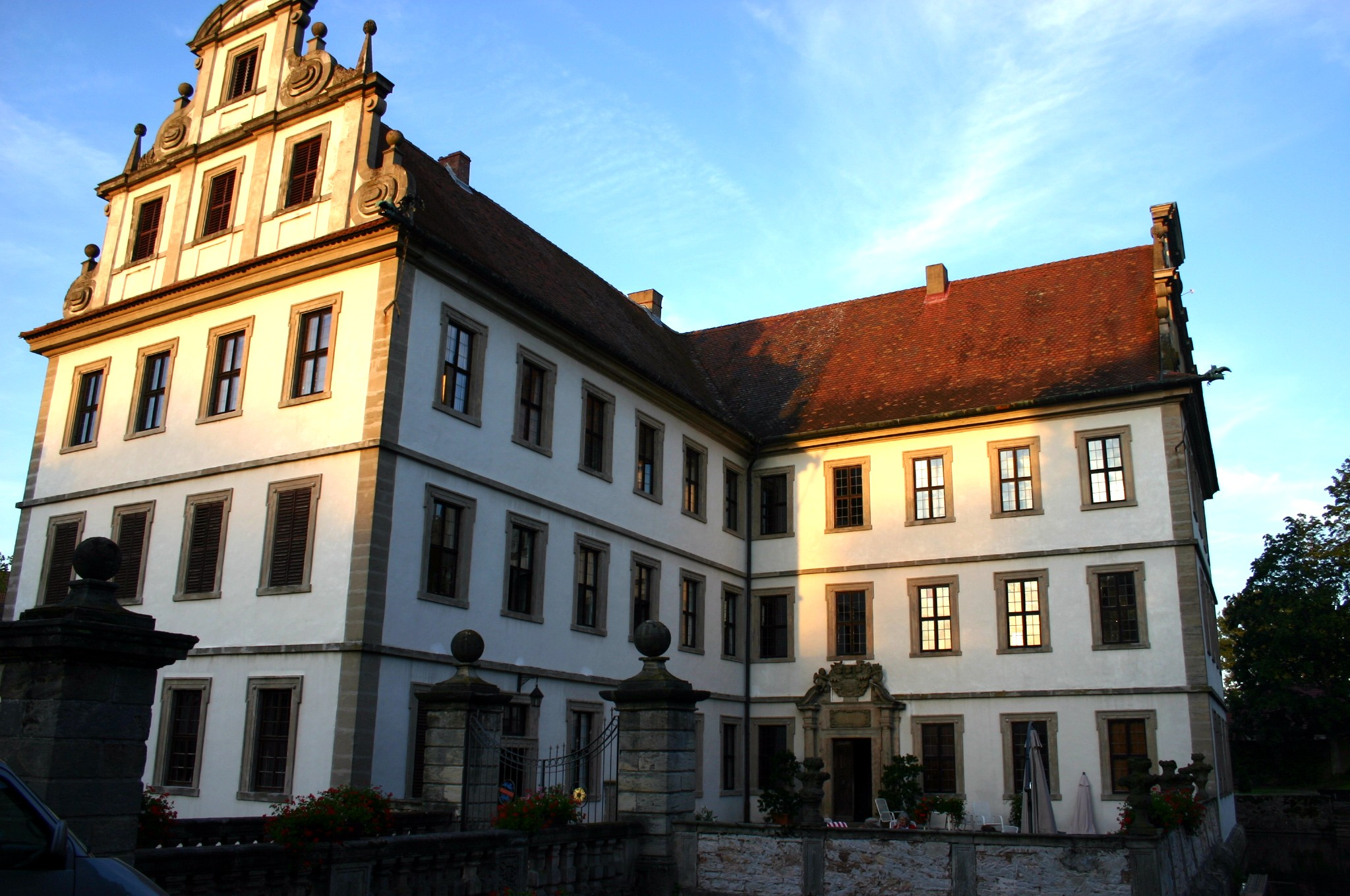
Schloss Kirchlauter, seit 1968 im Besitz der Familie